# Offensiver Spieler des Jahres (LHJMQ)
Als Offensiver Spieler des Jahres erhielt man eine Eishockeytrophäe in der Ligue de hockey junior majeur du Québec. Von 1990 bis 1994 wurde hierfür der Shell Cup und von 1995 bis 1997 der Ford Cup vergeben. Die zuletzt vergebene Trophäe hieß Telus Cup. Der Defensive Spieler des Jahres erhielt eine Trophäe vom selben Sponsor mit demselben Namen.

## Gewinner der Auszeichnung
| Jahr    | Spieler              | Team                        |
| ------- | -------------------- | --------------------------- |
| 2005/06 | Alexander Radulow    | Remparts de Québec          |
| 2004/05 | Sidney Crosby        | Océanic de Rimouski         |
| 2003/04 | Sidney Crosby        | Océanic de Rimouski         |
| 2002/03 | Pierre-Luc Sleigher  | Tigres de Victoriaville     |
| 2001/02 | Pierre-Marc Bouchard | Saguenéens de Chicoutimi    |
| 2000/01 | Simon Gamache        | Foreurs de Val-d’Or         |
| 1999/00 | Brad Richards        | Océanic de Rimouski         |
| 1998/99 | James Desmarais      | Huskies de Rouyn-Noranda    |
| 1997/98 | Pierre Dagenais      | Huskies de Rouyn-Noranda    |
| 1996/97 | Pavel Rosa           | Olympiques de Hull          |
| 1995/96 | Daniel Brière        | Voltigeurs de Drummondville |
| 1994/95 | Sébastien Bordeleau  | Olympiques de Hull          |
| 1993/94 | Yanick Dubé          | Titan de Laval              |
| 1992/93 | René Corbet          | Voltigeurs de Drummondville |
| 1991/92 | Martin Gendron       | Laser de Saint-Hyacinthe    |
| 1990/91 | Yanic Perreault      | Draveurs de Trois-Rivières  |
| 1989/90 | Patrick Lebeau       | Tigres de Victoriaville     |

## Quelle
- Québec Major Junior Hockey League Guide 2013–14, S. 226